# Музей Мариупольского морского торгового порта
Музей Мариупольского морского торгового порта — музей торгового порта в городе Мариуполе, расположенный по адресу: проспект Лунина, 99, на территории портового управления. Старый музей истории Мариупольского морского торгового порта, расположенный в административном здании порта, давно устарел и не соответствовал современным реалиям. В июле 2012 года был открыт новый музей. В подготовке экспозиции музея принимали участие дизайнеры порта.

## Экспозиция
Экспозиция музея представлена в двух залах, рассказывает об истории порта от основания до современности, работников и руководство порта, его развитие и достижения. В ней представлены копии исторических документов и фотографий, макеты кораблей. Отдельный стенд посвящён спортивным достижениям работников порта. В центральной части экспозиции — небольшое диорамное изображение его первых зданий. В музее регулярно проводятся экскурсии для школьников.